# Coppa di Francia 1994-1995
La 78ª edizione della Coppa di Francia, quella del 1994-1995, fu vinta dal Paris SG

## Trentaduesimi di finale
| Squadra 1                   | Risultato       | Squadra 2           |
| --------------------------- | --------------- | ------------------- |
| Montpellier                 | 2 - 0           | Saint-Étienne       |
| Paris Saint-Germain         | 3 - 1 (dts)     | Rennes              |
| Sochaux                     | 0 - 0 (4-5 dcr) | Olympique Marsiglia |
| Metz                        | 2 - 0           | Dunkerque           |
| Martigues                   | 1 - 0           | Le Mans             |
| Caen                        | 1 - 3           | Saint-Brieuc        |
| Sète                        | 0 - 2           | Lilla               |
| Pau FC                      | 1 - 2           | Nizza               |
| Digione                     | 0 - 1 (dts)     | Bastia              |
| Louhans-Cuiseaux            | 3 - 4           | Strasburgo          |
| La Roche Vendée Football    | 0 - 2           | Auxerre             |
| Château-Thierry             | 0 - 2           | Le Havre            |
| Trélissac FC                | 0 - 4           | Olympique Lione     |
| Cluses-Scionzier            | 1 - 2           | Nantes              |
| Forbach                     | 2 - 4           | Bordeaux            |
| ES Vitrolles                | 0 - 1           | Lens                |
| St-Louisienne               | 0 - 2           | Cannes              |
| La Vitréenne FC             | 0 - 5           | Monaco              |
| Rouen                       | 0 - 0 (dts)     | Châteauroux         |
| Red Star                    | 0 - 1 (dts)     | Stade Poitevin      |
| Cherbourg                   | 3 - 1           | Laval               |
| Montauban FC                | 1 - 2           | Beauvais            |
| Voltigeurs de Châteaubriant | 1 - 1 (dts)     | Angers              |
| FCUS Ambert                 | 0 - 1           | Nancy               |
| US Cagnes                   | 1 - 3           | Mulhouse            |
| SC Schiltigheim             | 0 - 3           | CM Aubervilliers    |
| Olympique Noisy-le-Sec      | 2 - 0 (dts)     | Saint-Priest        |
| FC Saint-Leu                | 3 - 0           | Vaulx-en-Velin      |
| Wasquehal                   | 0 - 0 (1-4 dcr) | US Fécamp           |
| Thouars Foot 79             | 0 - 0 (4-3 dcr) | Vannes              |
| FC Saint-Lô Manche          | 2 - 1           | Brest               |
| Niort Saint-Liguaire        | 1 - 3           | Stade montois       |

## Sedicesimi di finale
| Squadra 1              | Risultato       | Squadra 2           |
| ---------------------- | --------------- | ------------------- |
| Strasburgo             | 1 - 0           | Lilla               |
| Bastia                 | 3 - 0           | Cannes              |
| Auxerre                | 0 - 0 (4-3 dcr) | Lens                |
| Martigues              | 0 - 1           | Paris Saint-Germain |
| Nizza                  | 0 - 1           | Olympique Marsiglia |
| Olympique Lione        | 1 - 3           | Angers              |
| Aubervilliers          | 0 - 1           | Montpellier         |
| FC Saint-Leu           | 1 - 1 (4-2 dcr) | Nantes              |
| Stade Poitevin         | 2 - 1           | Monaco              |
| Thouars Foot 79        | 1 - 2           | Le Havre            |
| Olympique Noisy-le-Sec | 2 - 2 (2-3 dcr) | Metz                |
| Stade montois          | 1 - 2           | Bordeaux            |
| Nancy                  | 2 - 1           | Saint-Brieuc        |
| US Fécamp              | 2 - 3           | Châteauroux         |
| Cherbourg              | 1 - 3           | Beauvais            |
| FC Saint-Lô Manche     | 1 - 1 (2-4 dcr) | Mulhouse            |

## Ottavi di finale
| Squadra 1           | Risultato       | Squadra 2           |
| ------------------- | --------------- | ------------------- |
| Le Havre            | 0 - 0 (3-4 dcr) | Paris Saint-Germain |
| Auxerre             | 1 - 2           | Bordeaux            |
| Montpellier         | 1 - 2           | Metz                |
| Bastia              | 0 - 1           | Nancy               |
| Mulhouse            | 1 - 0           | Angers              |
| Olympique Marsiglia | 2 - 0 (dts)     | Beauvais            |
| FC Saint-Leu        | 1 - 3           | Strasburgo          |
| Châteauroux         | 4 - 1           | Stade Poitevin FC   |

## Quarti di finale
| Squadra 1           | Risultato   | Squadra 2           |
| ------------------- | ----------- | ------------------- |
| Strasburgo          | 2 - 0 (dts) | Bordeaux            |
| Olympique Marsiglia | 2 - 0       | Châteauroux         |
| Nancy               | 0 - 2       | Paris Saint-Germain |
| Metz                | 2 - 0       | Mulhouse            |

## Semifinali
| Squadra 1           | Risultato | Squadra 2           |
| ------------------- | --------- | ------------------- |
| Strasburgo          | 1 - 0     | Metz                |
| Paris Saint-Germain | 2 - 0     | Olympique Marsiglia |

| Parigi 11 aprile 1995                                 | Paris Saint-Germain | 2 – 0 referto | Olympique Marsiglia | Parc des Princes |
| \| \| \| \| \| Ricardo 4’ Weah 33’ \| Marcatori \| \| |                     |               |                     |                  |
|                                                       |                     |               |                     |                  |
| Ricardo 4’ Weah 33’                                   | Marcatori           |               |                     |                  |

| Strasburgo 12 aprile 1995                       | Strasburgo | 1 – 0 referto | Metz | Stade de la Meinau |
| \| \| \| \| \| Pouliquen 75’ \| Marcatori \| \| |            |               |      |                    |
|                                                 |            |               |      |                    |
| Pouliquen 75’                                   | Marcatori  |               |      |                    |

## Finale
| Squadra 1           | Risultato | Squadra 2  |
| ------------------- | --------- | ---------- |
| Paris Saint-Germain | 1 - 0     | Strasburgo |

| Arbitro: | Philippe Leduc |

|             |           |  |
| Le Guen 49’ | Marcatori |  |